# Joachim Hutka
Joachim Hutka (* 22. März 1960 in Zabrze) ist ein ehemaliger polnischer Fußballspieler.

## Karriere
Hutka begann seine Karriere bei Górnik Zabrze. Sein Debüt in der Ekstraklasa gab er kurz vor seinem 17. Geburtstag am 13. März 1976 beim 2:0-Sieg gegen Widzew Łódź. Im Jahr 1978 stieg er mit der Mannschaft in die zweite Liga ab und kehrte nach einem Jahr in die Ekstraklasa zurück. Bis 1981 blieb er bei Górnik Zabrze, anschließend wechselte er in die deutsche Bundesliga zu Fortuna Düsseldorf. Bei der Fortuna blieb er ein Jahr absolvierte 21 Bundesligaspiele und wechselte dann nach Belgien zu KFC Winterslag und dem SV Waterschei THOR Genk. Es folgten zwei Stationen in der Schweiz beim FC Olten und dem FC Winterthur. Im Jahr 1990 beendete er seine Karriere.